# 上野天神祭

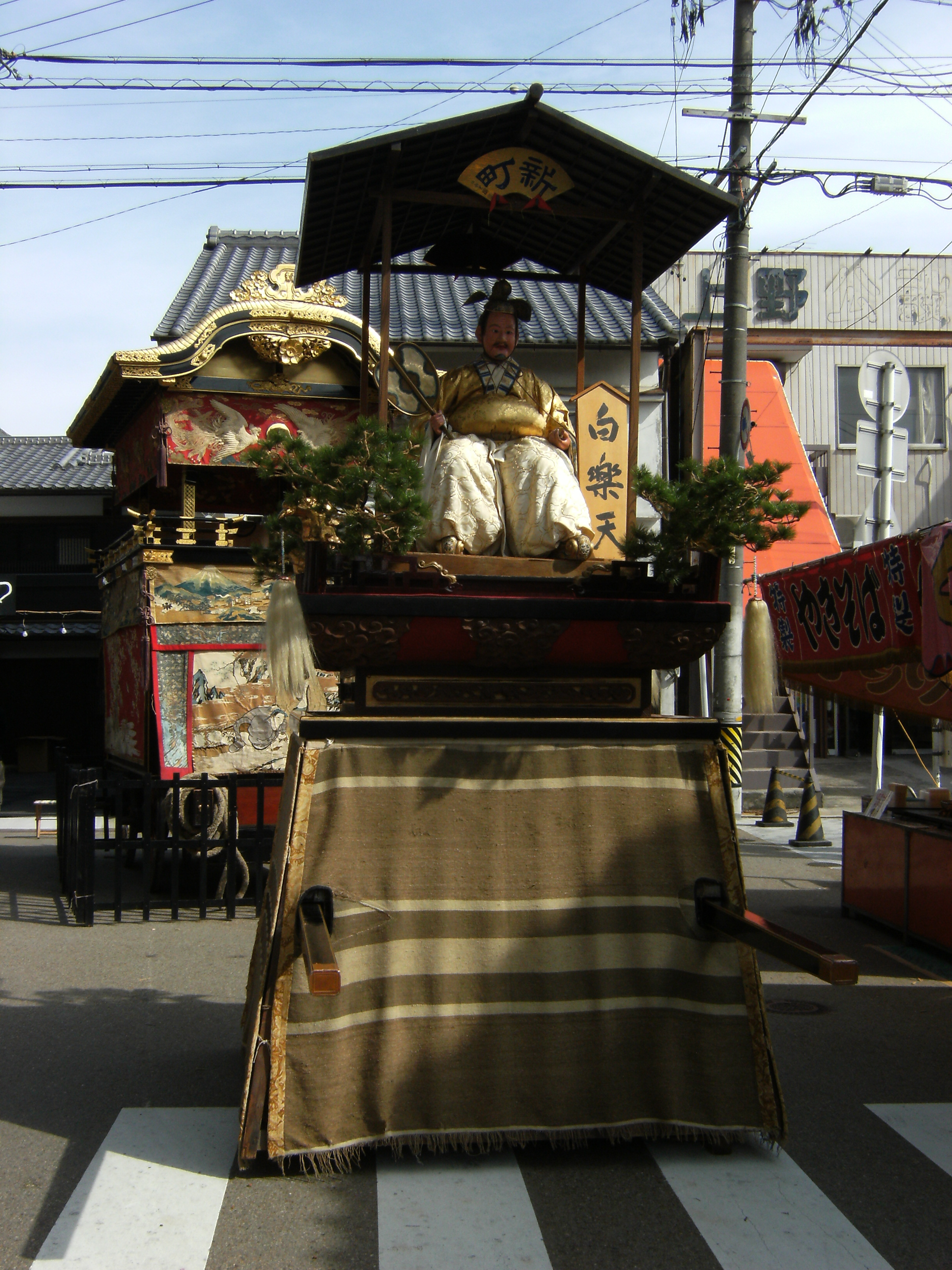
上野天神祭の様子

上野天神祭（うえのてんじんまつり）は、三重県伊賀市上野地区にある菅原神社で行なわれる、秋祭りである。ユネスコ無形文化遺産、国の重要無形民俗文化財に指定されている。

## 概要
天正1３年（158５年）筒井定次が伊賀の領主となり菅原神社（別名「上野天満宮」）を祀ったことに起源を発し、慶長13年（1608年）には藤堂高虎が天満宮の新改築、寄進等に力を注いだ。その後天和2年（1682年）に天神祭礼倹約令により省略されているが、元禄元年（1688年）には復活し藤堂高久が祭礼を城内假御殿より見物、田楽、能、狂言等が行われ、三之町の鬼行列も始められたとされ、おおよそ現在の形態を整えたとされる。
京都の祇園祭の山鉾に似た、だんじり（楼車）の巡行と、鬼行列が有名であり、神輿の渡御を中心とする祭りに仮装の行列や作り物が加わり、現在のような鬼行列や印、だんじりで賑わう形態を整えるようになったものである。印は依代と考えられるもので、それを囃すだんじり、そして奴振りを伴った鬼行列が続く、類例の少ない貴重な行事であり、「上野天神祭のダンジリ行事」として2002年に重要無形民俗文化財に指定された。なお、巡行の経路には伊賀鉄道伊賀線の踏切があり、天神祭開催時には架線のかさ上げが実施される。また、2016年12月1日に、全国33ヶ所の「山・鉾・屋台行事」の一つとして、ユネスコ無形文化遺産に登録された。
だんじりの上で奏でられるお囃子は、祇園祭で奏でられるものが元になったといわれている。だんじりを有する町衆の中で奏者は受け継がれてきたが、近年は後継者不足で、公募で奏者を募っているところもある。だんじりの最初の稽古には神社へ行き、「お祓い」をしてもらう所もある。
本祭りのだんじりの順番はくじで決められる。
鬼行列、神輿、だんじりの参加はそれぞれを所有している町民が基本的に供奉する。

## 祭りの日程
2016年までは毎年10月23日から25日までの3日間で行われていたが、2017年からは10月25日までの直近の日曜日の前3日間に変更されている。なお、上野天神祭の例大祭は従来どおり10月25日。
- 10月25日の直近の日曜日の前々日 - 各だんじり町では印、だんじりを引き出して飾り付けを行う。
- 10月25日の直近の日曜日の前日 足揃えの儀 - 上野車坂町の「東御旅所」よりだんじりがそれぞれの町内を巡行し、鬼行列も相生町から三之町筋を練る。
- 10月25日の直近の日曜日 本祭 - 神輿の渡御に続いて鬼行列、印、だんじりが巡行する。

## 巡行するだんじり
以下の9基が巡行する。
- 紫鱗(上野魚町)
- 桐本(上野東町)
- 鉄英剣鉾(上野向島町)
- 其神山・葵鉾(上野中町)
- 三明(上野福居町)
- 小簑山(上野小玉町)
- 薙刀鉾(上野新町)
- 二東・月鉾(上野鍛冶町)
- 花冠(上野西町)

## 鬼行列
上野相生町、上野紺屋町、上野三之西町の「役行者列」と、上野徳居町の「鎮西八郎為朝列」からなる4町によって伝統が引き継がれている。

## だんじり会館
- 祭の様子を紹介するだんじり会館が設置されている[2]。上野天神祭で実際に使われるだんじり3基と、鬼行列が再現展示されている[5]。